# Blot
Blot u genetici je metoda da se nešto što je elektroforezom u gelu razdijeljeno, trajno fiksira na jednoj membrani. Ako se radi o DNK onda se taj postupak naziva Southern Blot (prema naučniku Ed M. Souther koji je godine 1975. razvio ovu metodu). Isti postupak samo ako se radi o RNK nazvan je maštovito Northen blot, a ako se radi o bjelančevinama Western blot. Pri blotovanju može se birati između klasične nitrocelulozne, te nylon membrane. Ova zadnja postoji u dvije varijante: neutralna i pozitivno naelektrizirana. Koja će membrana biti izolirana ovisi od toga u koje će svrhe kasnije biti korištena, ali djelomično i od navike u radu ljudi u gen-tehničkom laboratoriju.
Cilj Southern Blota je da se DNK fragmenti koji su u postupku gelelektroforeze medjusono razdijeljeni prema svojoj veličini fiksiraju. Na taj način stvaraju se uvjeti da se kasnije u procesu hibridiziranja s markiranom sondom fragmenti mogu specifično dokazati.